# Salvatore Sforza Cesarini, VII principe di Genzano
Salvatore Sforza Cesarini, XXIV Conte di Santa Fiora, VII principe di Genzano, II duca Sforza Cesarini (Roma, 26 gennaio 1798 – Roma, 19 maggio 1832), è stato un principe italiano.

## Biografia
Nato a Roma nel 1798, Salvatore era figlio di Francesco Sforza Cesarini, VI principe di Genzano, I duca Sforza Cesarini e XXIII conte di Santa Fiora, e di sua moglie Gertrude Conti.
Alla morte del padre nel 1816, all'età di 18 anni venne chiamato a succedergli in tutti i titoli e possedimenti della famiglia in quanto unico erede maschio rimasto vivente. Alla morte del padre ereditò anche i titoli di duca di Poli, Guadagnolo e Rignano, ma provvedette a vendere i primi due già dal 1820 al ricco banchiere Marino Torlonia, fidanzato e poi marito (dall'anno successivo) di sua sorella, mentre il terzo finì in mano alla nobile famiglia romana dei Massimo. Tale vendita fu obbligata per la mancanza di liquidità che stava spingendo sempre più la famiglia sul lastrico.
Per risollevare le sorti della propria famiglia, nel 1818 si decise a prendere moglie nella persona della nobildonna milanese Elisabetta Cusani Visconti (1799-1838), la quale però si dimostrò sempre piuttosto frivola e si separò dal marito pochi anni dopo il matrimonio, tornando a Milano senza dargli un erede.
Salvatore morì a Roma il 19 maggio 1832, all'una e mezza di notte. Alla sua morte, i titoli, i palazzi, i feudi ed i beni mobili passarono al fratellastro Lorenzo Filippo Montani (nato dalla relazione extraconiugale della madre), che dovette, per disposizioni testamentarie, mutare completamente il proprio cognome in Sforza Cesarini per poter accedere alla sua eredità. Lorenzo Sforza Cesarini sposò la nobildonna inglese Contessa Carolina Shirley da cui ebbe due figli, Francesco Sforza Cesarini IX Principe di Genzano, (sposato con la Principessa Vittoria Colonna Doria di Paliano) e Bosio (sposato con la Principessa Vincenza Santacroce di San Gemini) che continuarono la discendenza dei Duchi Sforza Cesarini.

## Albero genealogico
|                                                   |                 |                                           | Genitori                                        |  |  | Nonni |  |  | Bisnonni                                                 |  |  | Trisnonni                                         |  |
|                                                   |                 |                                           |                                                 |  |  |       |  |  | Sforza Giuseppe Sforza Cesarini, III principe di Genzano |  |  | Gaetano I Sforza Cesarini, II principe di Genzano |  |
|                                                   |                 |                                           |                                                 |  |  |       |  |  | Sforza Giuseppe Sforza Cesarini, III principe di Genzano |  |  | Gaetano I Sforza Cesarini, II principe di Genzano |  |
|                                                   |                 | Vittoria Conti                            |                                                 |  |  |       |  |  | Sforza Giuseppe Sforza Cesarini, III principe di Genzano |  |  |                                                   |  |
| Gaetano II Sforza Cesarini, V principe di Genzano |                 |                                           |                                                 |  |  |       |  |  | Sforza Giuseppe Sforza Cesarini, III principe di Genzano |  |  |                                                   |  |
|                                                   |                 | Maria Francesca Giustiniani               | Vincenzo Giustiniani, III principe di Bassano   |  |  |       |  |  |                                                          |  |  |                                                   |  |
|                                                   |                 | Maria Francesca Giustiniani               | Vincenzo Giustiniani, III principe di Bassano   |  |  |       |  |  |                                                          |  |  |                                                   |  |
|                                                   |                 | Maria Francesca Giustiniani               | Costanza Boncompagni                            |  |  |       |  |  |                                                          |  |  |                                                   |  |
| Francesco Sforza Cesarini, VI principe di Genzano |                 | Maria Francesca Giustiniani               |                                                 |  |  |       |  |  |                                                          |  |  |                                                   |  |
|                                                   |                 | Michelangelo Caetani, X duca di Sermoneta | Gaetano Francesco Caetani, IX duca di Sermoneta |  |  |       |  |  |                                                          |  |  |                                                   |  |
|                                                   |                 | Michelangelo Caetani, X duca di Sermoneta | Gaetano Francesco Caetani, IX duca di Sermoneta |  |  |       |  |  |                                                          |  |  |                                                   |  |
|                                                   |                 | Michelangelo Caetani, X duca di Sermoneta | Costanza Barberini                              |  |  |       |  |  |                                                          |  |  |                                                   |  |
| Marianna Caetani                                  |                 | Michelangelo Caetani, X duca di Sermoneta |                                                 |  |  |       |  |  |                                                          |  |  |                                                   |  |
|                                                   |                 | Carlotta Zongo Ondedei                    | …                                               |  |  |       |  |  |                                                          |  |  |                                                   |  |
|                                                   |                 | Carlotta Zongo Ondedei                    | …                                               |  |  |       |  |  |                                                          |  |  |                                                   |  |
|                                                   |                 | Carlotta Zongo Ondedei                    | Teresa Cima                                     |  |  |       |  |  |                                                          |  |  |                                                   |  |
| Salvatore Sforza Cesarini VII principe di Genzano |                 | Carlotta Zongo Ondedei                    |                                                 |  |  |       |  |  |                                                          |  |  |                                                   |  |
|                                                   | Fortunato Conti | …                                         |                                                 |  |  |       |  |  |                                                          |  |  |                                                   |  |
|                                                   | Fortunato Conti | …                                         |                                                 |  |  |       |  |  |                                                          |  |  |                                                   |  |
|                                                   | Fortunato Conti | …                                         |                                                 |  |  |       |  |  |                                                          |  |  |                                                   |  |
| Alessandro Conti                                  | Fortunato Conti |                                           |                                                 |  |  |       |  |  |                                                          |  |  |                                                   |  |
|                                                   |                 | …                                         | …                                               |  |  |       |  |  |                                                          |  |  |                                                   |  |
|                                                   |                 | …                                         | …                                               |  |  |       |  |  |                                                          |  |  |                                                   |  |
|                                                   |                 | …                                         | …                                               |  |  |       |  |  |                                                          |  |  |                                                   |  |
| Gertrude Conti                                    |                 | …                                         |                                                 |  |  |       |  |  |                                                          |  |  |                                                   |  |
|                                                   |                 | …                                         | …                                               |  |  |       |  |  |                                                          |  |  |                                                   |  |
|                                                   |                 | …                                         | …                                               |  |  |       |  |  |                                                          |  |  |                                                   |  |
|                                                   |                 | …                                         | …                                               |  |  |       |  |  |                                                          |  |  |                                                   |  |
| …                                                 |                 | …                                         |                                                 |  |  |       |  |  |                                                          |  |  |                                                   |  |
|                                                   |                 | …                                         | …                                               |  |  |       |  |  |                                                          |  |  |                                                   |  |
|                                                   |                 | …                                         | …                                               |  |  |       |  |  |                                                          |  |  |                                                   |  |
|                                                   |                 | …                                         | …                                               |  |  |       |  |  |                                                          |  |  |                                                   |  |
|                                                   |                 | …                                         |                                                 |  |  |       |  |  |                                                          |  |  |                                                   |  |